# Jagdeep
Jagdeep, pseudonimo di Syed Ishtiaq Ahmed Jaffrey (Datia, 29 marzo 1939 – Mumbai, 8 luglio 2020), è stato un attore indiano.

## Biografia
Nella sua carriera, cominciata nel 1950, prese parte a circa 390 tra produzione cinematografiche e televisive. Aveva all'attivo anche un film da regista e sceneggiatore datato 1988.
Morì nell'estate del 2020, lasciando sei figli. Era musulmano sciita.

## Filmografia parziale
- Afsana, regia di B. R. Chopra (1951)
- Due ettari di terra (Do Bigha Zamin), regia di Bimal Roy (1953)
- Munna, regia di K. A. Abbas (1954)
- Aar-Paar, regia di Guru Dutt (1954)
- Ab Dilli Dur Nahin, regia di Amar Kumar (1957)
- Hum Panchhi Ek Dal Ke, regia di Honee Anhonee e P. L. Santoshi (1957)
- Sholay, regia di Ramesh Sippy (1975)
- Purana Mandir, regia di Tulsi Ramsay e Shyam Ramsay (1984)
- 3D Saamri, regia di Shyam Ramsay e Tulsi Ramsay (1985)
- Soorma Bhopali (1988) - anche regista e sceneggiatore
- Phool Aur Kaante, regia di Kuku Kohli (1991)
- Andaz Apna Apna, regia di Rajkumar Santoshi (1994)